# Agnes Carlsson
Agnes Emilia Carlsson (6. ožujka 1988., Vänersborg, Švedska) je švedska pop pjevačica najpoznatija po pobjedi u drugoj sezoni švedskog Idola 2005. Vrlo brzo je postala jedna od najpoznatijih švedskih i europskih pjevačica. Prodala je više od 180 000 albuma u Švedskoj. 2009. je izdala album Dance Love Pop s kojim je postigla svjetsku slavu. Album je izdan u 35 zemalja svijeta. Njen prvi međunarodni singl Release Me prodan je u više od 700 000 kopija. Surađivala je s Beyoncé Knowles, Whitney Houston, Janet Jackson i Robyn.

## Biografija

### Rani život
Rođena je 6. ožujka 1988. u Vänersborgu, Švedska. Pjevati je počela vrlo mlada. Prvi puta je pjevala sama pred publikom u školi. Također je u Vänersborgu pjevala u zboru Voice kojem je inspiracija bio američki pjevač Stevie Wonder.

### Idol2005.
U proljeće 2005. kada je navršila 17 godina prijavila se udrugu sezonu natjecanja Idol u Göteborgu. Pjevala je Varje Gång Jag Ser Dig koje u originalu izvodi Lisa Nilsson. Suci su bili impresionirani snagom i ljepotom glasa, te se plasirala u drugi krug natjecanja. U polufinalu javnim glasanjem nije uspjela ući u finale, ali su je suci ipak pustili. Unatoč početnom nezadovoljstvu publike, dogurala je do velikog finala gdje se natjecala s Sebastianom Karlssonom. Pjevala je pjesme What a Feeling od Irene Care, Wonderwall od Oasis i Sk8er Boi
od Avril Lavigne. Osvojila je 57% glasova i pobijedila, te je postala prva ženska pobjednica.

## Karijera

### 2005. – 2006.
Nakon pobjede na Idolu, Agnes je sklopila ugovor sa Sony BMGom s kojim je snimila prvi singl. Singl se zvao Right Here, Right Now. Tjedan dana kasnije singl se uspeo na prvo mjesto švedske top ljestvice, te je držao tu poziciju 6 mjeseci. U Švedskoj je prodan u više od 40 000 primjeraka. Tjedan dana kasnije, 19. prosinca 2005. je izadala debitantski album. Zvao se Agnes. Album je osvojio prvo mjesto na ljestvici, te je prodan u više od 40.000 primjeraka.
U ožujku 2006. je izdala drugi singl koji se zove Stranded. Iako je singl dobio pozitivne kritike, nije ima komercijalni uspjeh, te je završio tek 27. mjestu ljestvice. Unatoč tome, prvi album je idalje imao uspjeh, te je prodan u više od 90.000 primjeraka.

### 2006. – 2007.
U kolovozu 2006., samo osam mjeseci nakon pobijede na Idolu izdala je treći singl koji se zove Kick Back Relax. Promoviran je u emisiji Sommarkrysset. Pjesma je bila glavni singl novog albuma koji se zove Stronger. Objavljen je 11. ožujka. Osvojio je drugo mjesto na švedskoj top ljestvici. Prodan je u više od 50 000 primjeraka.
15. studenog 2006. je izdala drugi singl s albuma koji se zvao Champion. Osvojio je 17. mjesto na švedskoj top ljestvici. Početkom 2007. je krenula na drugu nacionalnu turneju koja se zvala Stronger. U prosincu je zajedno s prijateljem Månsom Zelmerlöwom održala božićnu kampanju u dućanu MQ.

### 2008. – 2009.
Početkom 2008. prešla je iz diskografske kuće Sony BMG u Roxy Recordings. 11. kolovoza je izdala peti singl koji se zove "On and On". Singl je doživio uspjeh, te je postao osmi na top ljestvici. 28. listopada 2009. je izdala treći album koji se zvao Dance Love Pop. Drugi singl s tog albuma, "Release Me" nije doživio uspjeh u Švedskoj, ali je doživio međunarodni uspjeh.
U listopadu 2008. se natjecala na Melodifestivalenu 2009. To je objavljeno u švedskim novinama Göteborgsposten, a službeno je potvrdila televizija SVT 2. prosinca 2008. Nastupala je s pjesmom "Love Love Love". Pjesma je u početku trebala biti izvedena s Marie Serneholt, ali je ipak izvedena kao solo nastup. Probila se u završnu večer gdje je završila 8.

## Diskografija
- 2005.: Agnes
- 2006.: Stronger
- 2008.: Dance Love Pop
- 2012.: Veritas